# Mihajlo-Pupin-Brücke
Die Mihajlo-Pupin-Brücke (Most Mihajla Pupina) ist eine Straßenbrücke über die hier 730 m breite Donau zwischen den Stadtteilen Zemun und Borča in der serbischen Hauptstadt Belgrad. Sie ist die zweite Donaubrücke der Stadt nach der erstmals 1935 gebauten, rund 10 km stromabwärts stehenden Pančevo-Brücke.
Benannt ist sie nach Mihajlo Idvorski Pupin, einem US-amerikanischen Physiker und Schriftsteller serbischer Abstammung, der in einem Dorf einige Kilometer nördlich der Brücke geboren wurde.
Das Bauwerk ist insgesamt 1507 m lang, einschließlich der Widerlager und der Vorlandbrücke am flachen linken, nördlichen Ufer.
Die Stadtautobahnbrücke hat jeweils drei Fahrspuren auf baulich getrennten Richtungsfahrbahnen, die durch Betonleitwände mit Stahlgeländern von den Rad- und Gehwegen zu beiden Seiten getrennt sind. Sie ist nachts beleuchtet.
Die Hauptbrücke ist eine im Freivorbau errichtete 362 m lange und 29,1 m breite Spannbetonbrücke mit gevouteten Hohlkästen, einer 172 m weiten Hauptöffnung und zwei 95 m weiten Nebenöffnungen. Die übrige Brücke ist eine Plattenbalkenkonstruktion.
Die Brücke wurde nach anfänglichen Verzögerungen zwischen 2011 und 2014 von der China Road and Bridge Corporation gebaut. Die anfänglichen Kosten von 170 Millionen Euro wurden zu 85 % durch die China Exim-Bank finanziert. Die endgültigen Kosten einschließlich der Straßenanbindungen beliefen sich auf 260 Millionen Euro.